# Reflexivt rum
Inom funktionalanalys, en gren av matematik, är ett reflexivt rum ett Banachrum med vissa egenskaper rörande dess dualrum. Man kan nämligen säga att ett reflexivt rum kan identifieras med sin bidual. 

## Definition
Låt {\displaystyle X} vara ett normerat vektorrum över antingen R eller C. Låt 
{\displaystyle X^{*}} vara dualrummet till {\displaystyle X}, med andra ord mängden av kontinuerliga linjära funktionaler på {\displaystyle X}. Det finns nu en naturlig linjär avbildning 
{\displaystyle J:X\rightarrow X^{**}} som för varje {\displaystyle x\in X} och {\displaystyle \varphi \in X^{*}} uppfyller {\displaystyle J(x)(\varphi )=\varphi (x)}. Det följer av Hahn-Banachs sats att denna avbildning är en isometri. Därför är den injektiv, och varje normerat vektorrum kan på detta sätt identifieras med en delmängd av sin bidual. Om avbildningen J också är surjektiv, sägs {\displaystyle X} vara reflexivt. 
Notera att dualrummet till varje normerat vektorrum i själva verket är ett Banachrum, så det slutna höljet av mängden {\displaystyle \{J(x):x\in X\}\subset X^{**}} är ett Banachrum. Därför är varje normerat vektorrum ett tätt delrum av ett Banachrum. Ofta brukar man alltså identifiera {\displaystyle X}  med ett delrum av {\displaystyle X^{**}} och det gäller alltså att  {\displaystyle X} är reflexivt omm {\displaystyle X=X^{**}}.

## Exempel
Alla ändligtdimensionella vektorrum är reflexiva, liksom alla Hilbertrum. Lp-rummen är reflexiva för {\displaystyle 1<p<\infty }, vilket följer av Riesz representationssats för  Lp-rum. 

## Egenskaper
Ett Banachrum är reflexivt omm dess dualrum är reflexivt. Det gäller också att ett Banachrum är reflexivt omm dess enhetsklot är kompakt i den svaga topologin. Det gäller också i ett reflexivt rum att varje begränsad följd har en delföljd som är konvergent i den svaga topologin, vilket följer av Banach-Steinhaus sats. 